# Nikita Naumov
Nikita Naumov (tiếng Belarus: Мiкiта Навумаў; tiếng Nga: Никита Наумов; sinh 15 tháng 11 năm 1989) là một cầu thủ bóng đá Belarus hiện tại thi đấu cho Dinamo Minsk.

## Sự nghiệp quốc tế

### Bàn thắng quốc tế
Tính đến ngày 6 tháng 9 năm 2019
| #  | Ngày               | Địa điểm                          | Đối thủ | Bàn thắng | Tỷ số | Giải đấu            |
| -- | ------------------ | --------------------------------- | ------- | --------- | ----- | ------------------- |
| 1. | 6 tháng 9 năm 2019 | A. Le Coq Arena, Tallinn, Estonia | Estonia | 1–0       | 2–1   | Vòng loại Euro 2020 |

## Danh hiệu
Naftan Novopolotsk
- Vô địch Cúp bóng đá Belarus: 2011–12